# Fichtwald
Fichtwald är en amtstillhörig kommun i östra Tyskland, belägen i Landkreis Elbe-Elster i förbundslandet Brandenburg, omkring 18 km öster om kreisstaden Herzberg (Elster) och 100 km söder om Berlin. Kommunen bildades årsskiftet 2001/2002 genom sammanslagning av tre tidigare kommuner, de tre orterna Hillmersdorf, Naundorf och Stechau. Dessa utgör idag kommundelar (tyska: Ortsteile) i kommunen. Fichtwald administreras som del av kommunalförbundet Amt Schlieben, vars säte ligger i staden Schlieben.